# Комитет државне безбједности
Комитет државне безбједности (рус. Комитет государственной безопасности, КГБ) је орган државне власти у СССР-у, на постсовјетском простору и Бугарској. Понекад је овај орган добијао статус министарства и назив Министарство за државну безбједност (рус. Министерство государственной безопасности, МГБ). Слични органи власти са истим именом су постојали и у другим земљама.

## СССР
Министарство за државну безбједност и Народни комесаријат државне безбједности су били централни органи власти СССР, надлежни за државну безбједност у периоду од фебруара до јула 1941. године и од 1943. до 1953. године. Заједно са Министарство унутрашњих послова, Министарство за државну безбједност је било дио савезно-републичких министарстава.
Комитет државне безбједности СССР је основан 13. марта 1954. године одвајањем јединица из састава Министарства унутрашњих послова СССР, које су некада биле дио Министарства за државну безбједност СССР. Комитет државне безбједности је 22. октобра 1991. године подјељен на Међурепубличку службу безбједности СССР, Централну обавјештану службу СССР и Одбор за заштиту државне границе.
Комитети државне безбједности савезних република (са изузетком РСФСР) у саставу СССР и аутономних република у саставу савезних република су били територијалне структурне јединице у саставу Комитета државне безбједности СССР.
Комитети државне безбједности бивших совјетских република су 1991. године постали органи безбједности независних држава, са изузетком Летонског, Литванског и Естонског, који су у потпуности елиминисани.

## Постсовјетски простор

### РСФСР
Комитет државне безбједности РСФСР је основан 6. маја 1991. године, а 26. новембра исте године је преиначен у Федералну агенцију безбједности РСФСР.

### Република Бјелорусија
Комитет државне безбједности БССР је наставио свој рад у независној Бјелорусији.